# Філо Тейлор Фарнсуорт
Філо Тейлор Фарнсуорт (англ. Philo Taylor Farnsworth; 19 серпня 1906, Бівер, Юта — 11 березня 1971, Солт-Лейк-Сіті, Юта) — американський винахідник.

## Винаходи
Понад усе відомий завдяки винаходу електронної передавальної трубки — «диссектора», створенню на її основі електронної системи телебачення та тим що вперше в Америці 1 вересня 1928 року публічно продемонстрував передачу рухомого зображення. Згодом диссектор не витримав конкуренції з «іконоскопом» Семена Катаєва і Володимира Зворикіна.
Потім Філо Фарнсуорт працював над розробкою систем керування ракетами і керування ядерним синтезом. В кінці життя він винайшов невеликий термоядерний реактор, відомий також як фузор.

## Про життя
Філо Тейлор Фарнсуорт народився в 1906 році в Юті в сім'ї мормонів і ще в дитинстві вирішив стати винахідником. Він мріяв про те, щоб так само, як звук, передавати по радіо зображення. Доля була неприхильна до нього, він не зміг отримати ґрунтовної освіти, але мав хороші руки і світлу голову. Перебравшись із рідного штату до Каліфорнії, він умовив декількох банкірів позичити йому грошей на створення телевізійної системи. У 1927 році молодий винахідник розробив передавальну електронно-променеву трубку «аналізатор зображення» (image dissector), яку він приєднав до вже існуючого приймального пристрою і запросив банкірів подивитися диво телебачення. Все, що вони побачили, було слабке зображення трикутника на світлому фоні. Банкіри не були вражені: вони вклали у справу великі гроші і хотіли знати, коли зможуть продавати систему і отримувати прибуток. «Ми коли-небудь побачимо на екрані хоча б долар?» — Запитав один з них. Через декілька місяців Фарнсуорт показав їм чітке зображення долара, а ще пізніше — кінематографічну версію шекспірівської п'єси «Приборкання норовливої».
У 1930 році до Фарнсуорта приїхав Зворикін. Господар продемонстрував гостю свій аналізатор, і той, на велике задоволення автора, визнав його чудовим. Однак згодом, коли Фарнсуорт ознайомився з іконоскопом, він знайшов у собі мужність визнати, що прилад Зворикіна був кращим, ніж його власний: аналізатор не накопичував заряд, при дуже гарній освітленості зображення було прекрасним, але за чутливістю аналізатор значно поступався іконоскопу. Тим не менш, корпорація RCA, вбачаючи у Фарнсуорті конкурента, запропонувала йому продати їй його патентні права. Фарнсуорт був затиснутий у боргових лещатах і пішов на продаж ліцензії. Обидві передавальні трубки застосовувалися в телевізійних системах ще довго, до створення досконаліших пристроїв: іконоскоп — у передачах кінофільмів, аналізатор — у промисловому телебаченні.